# Drapeau des Comores
Le drapeau des Comores est le drapeau national et le pavillon national de l'union des Comores.
Tel que décrit dans la Constitution de l'union des Comores adoptée par référendum le 23 décembre 2001 :
« 
Titre I

De l’Union des Comores
Article 1

...

L’emblème national est jaune, blanc, rouge, bleu, un croissant blanc tourné vers la droite et 4 étoiles blanches alignées d'un bout à l'autre du croissant dans un triangle isocèle en fond vert.
 
... »
Les quatre étoiles et les quatre bandes symbolisent les quatre îles de l'archipel : la jaune pour Mohéli (Mwali), la bleue pour la Grande Comore (Ngazidja), la rouge pour Anjouan (Nzuwani) et la blanche pour Mayotte, département d'outre-mer français, revendiqué par les Comores.
Le vert et le croissant blanc sont eux des symboles traditionnels de l'islam, religion dominante aux Comores depuis la colonisation arabe,,,,.

## Drapeaux des composantes de l'Union

Drapeau de Mohéli (Mwali)
Drapeau de la Grande Comore (Ngazidja)
Drapeau d'Anjouan (Nzuwani)

## Anciens drapeaux des Comores

Drapeau du territoire autonome des Comores sous la période coloniale (1963-1975)
Drapeau de l'État comorien (1975-30 septembre 1978)
Drapeau de la république fédérale islamique des Comores (1er octobre 1978-6 juin 1992)
Drapeau de la république fédérale islamique des Comores (7 juin 1992-5 octobre 1996)
Drapeau de la république fédérale islamique des Comores (6 octobre 1996-22 décembre 2001)